# Barbula pygmaea
Barbula pygmaea är en bladmossart som beskrevs av C. Müller 1888. Barbula pygmaea ingår i släktet neonmossor, och familjen Pottiaceae. Inga underarter finns listade i Catalogue of Life.